# Kaisermühlen - VIC (metropolitana di Vienna)
Kaisermühlen - Vienna International Center (abbreviata in Kaisermühlen - VIC) è una stazione della linea U1 della metropolitana di Vienna. Si trova nel 22º distretto (Donaustadt) nei pressi dell'Ufficio delle Nazioni Unite a Vienna, nel quartiere di Kaisermühlen.

## Descrizione
La stazione è entrata in servizio il 3 settembre 1982 con l'apertura del prolungamento della linea U1 tra le stazioni di Praterstern e Kagran. È realizzata in sopraelevata, a un'altezza di 6,5 m sopra al livello stradale, su una struttura parallela a Wagramer Straße. Ai binari si accede tramite ascensori e scale mobili.
Nelle immediate vicinanze della stazione, oltre al complesso di uffici delle Nazioni Unite, si trovano le aree ricreative locali di Kaiserwasser e Alte Donau e il complesso Donau City e la relativa chiesa di architettura contemporanea. Attraversando Donau City, è possibile raggiungere a piedi il Parco del Danubio e la Donauturm.

## Ingressi
- United Nations Visitor Center
- Schüttaustraße